# Ceylonvliegenvanger
De Ceylonvliegenvanger  (Eumyias sordidus) is een zangvogel uit de familie Muscicapidae (vliegenvangers).

## Verspreiding en leefgebied
Deze soort is endemisch in Sri Lanka.